# Nulla in mundo pax sincera
Nulla in mundo pax sincera (RV 630) je motet, který složil Antonio Vivaldi, název je možno přeložit jako "Na tomto světě není upřímného míru". Motet je napsán v tónině E-dur a v typickém lyrickém italském barokním stylu. Dílo je napsáno pro sólový soprán, dvoje housle, violu a basso continuo, což by normálně bylo cello případně klávesový nástroj, ve Vivaldiho případě se jedná o varhany. Tato skladba blahoslaví Ježíše Krista pro spásu, kterou nabízí (v křesťanství) v nedokonalém světě plném zla a hříchu; jako mnoho Vivaldiho sakrálních písní, text je napsán tradiční latinou.
Motet se skládá ze tří částí (Arie; Recitativ; Arie), následován a uzavřen částí Aleluja. Skladba trvá v průměru 9 až 11 minut.
První část Arie byla součástí filmu Shine, který pojednává o životě pianisty Davida Helfgotta.

## Text motetu
| Aria. Nulla in mundo pax sincera sine felle; pura et vera, dulcis Jesu, est in te. Inter poenas et tormenta vivit anima contenta casti amoris sola aspe. Recitative. Blando colore oculos mundus decepit at occulto vulnere corda conficit; fugiamus ridentem, vitemus sequentem, nam delicias ostentado arte secura vellet ludendo superare. Aria. Spirat anguis inter flores et colores explicando tegit fel. Sed occulto tactus ore homo demens in amore saepe lambit quasi mel. Alleluia. | Arie. Na tomto světě není upřímného míru očištěn od hořkosti; čistý a pravý mír, přesladký Ježíši. je skryt v Tobě. Vprostřed trestu a trýzně žije zasažená duše, cudná láska je jediná naděje. Recitativ. Svět klame oko okouzlením, ale je rozežrán skrytými ranami. Opusťme toho, kdo se směje, straňme se toho, kdo nás sleduje, aby nám dovedně ukázal slasti, tohoto světa zahalil nás podvody. Arie. Hadí zasyčení skrývá v sobě jed, stejně jako se obmotává kolem květů a krásy. Ale kradným dotykem rtů, člověk šílený láskou bude často líbat jako med. Aleluja. |